# Trachodon
Trachodon („drsný zub“) je pochybný rod hadrosauridního dinosaura, který žil koncem období křídy, asi před 77 miliony let, na území dnešní Montany ve Spojených státech amerických (dnes souvrství Judith River). Fosilie přisuzované tomuto rodu však byly objeveny i na území Evropy a Asie.

## Historie a popis
Zkameněliny tohoto dinosaura formálně popsal paleontolog Joseph Leidy v roce 1856. O rok dříve fosilie objevil geolog Ferdinand Vandiveer Hayden v sedimentech souvrstní Judith River na území dnešní Montany. Tento taxon má nicméně složitou historii a v současnosti je považován za nomen dubium (pochybné vědecké jméno).
Postupně bylo popsáno několik různých druhů trachodona, z nichž některé již byly přejmenovány či reklasifikovány a spadají do rodů Edmontosaurus, Mandschurosaurus, Anatotitan, Stephanosaurus, Kritosaurus, Diclonius, Claosaurus nebo Pteropelyx.